# Де Врис, Ханнеке
Ханнеке де Врис (нидерл. Hanneke de Vries; род. 20 января 1960 года в провинции Оверэйссел.) — нидерландская конькобежка, 2-кратная чемпионка Нидерландов на отдельных дистанциях и 8-кратная призёр чемпионата Нидерландов.

## Биография
Ханнеке де Врис родилась в небольшой деревне Дипенвен, в 4-х километрах от центра Девентера. С детства она воспитывалась в религиозной христианской семье, поэтому по воскресеньям не могла участвовать в соревнованиях, что сказалось на её карьере. Только сначала 80-х де Врис начала участвовать в региональных соревнованиях, а на чемпионате Нидерландов дебютировала в 1983 году, в возрасте 23-х лет, когда чемпионат стали проводить по пятницам и субботам.
Она тренировалась в Девентере под руководством регионального тренера Ян Вибе Ласта. Первую свою медаль на национальном чемпионате она выиграла в 1987 году на дистанции 5000 м, взяв тогда бронзу. Уже через год, в 1988 году стала бронзовым призёром и в многоборье, где выиграла малые серебряную и бронзовую медали в забегах на 5000 м и 3000 м. В 1989 году повторила результат в многоборье и заняла 3-е места на отдельных дистанциях 3000 и 5000 м. После ухода от Ян Вибе, она стала тренироваться у Ханса Хоммы.
В 1990 году Ханнеке впервые завоевала золотые медали на чемпионате Нидерландов в забегах на 3000 м и 5000 м и была вызвана в национальную сборную. В январе участвовала на чемпионате Европы в Херенвене, где заняла 10-е место в сумме многоборья, а также на чемпионате мира в классическом многоборье в Калгари с 12-м местом в общем зачёте. Тогда же единственный раз выиграла 3000 м на этапе Кубка мира в Лейк-Плэсиде. Сезон 1990/91 провела на национальном уровне, вновь выиграв медали на стайерских дистанциях. 
В марте 1992 года Ханнеке заняла вновь третье место в многоборье на чемпионате Нидерландов, и попала снова в сборную. Правда на чемпионате мира в классическом многоборье заняла только 25-е место. В 1993 и 1994 годах она выступала на чемпионате Нидерландов, но без особых успехов, а в январе 1995 года участвовала в марафонском забеге на 10000 м в Девентере и заняла 1-е место, после чего завершила карьеру. 